# Graham (nome)
Graham  è un nome proprio di persona inglese e gaelico scozzese maschile.

## Varianti
- Maschili: Grahame[3][4], Graeme[2][3][5]

## Origine e diffusione
Riprende un cognome scozzese, attestato dal XII secolo con la figura del barone normanno William de Graham, tratto dalla forma anglo-francese del nome di Grantham, cittadina del Lincolnshire. Questo toponimo è di origine inglese antica: la seconda metà deriva dal termine hām ("terreno", "proprietà", "maniero", "casa"), mentre la prima potrebbe essere *grand ("ghiaia", quindi "terreno ghiaioso") oppure il nome proprio Grante. 
Attestato come nome proprio a partire dal XVI secolo, nel Novecento era più diffuso in Australia, Canada e Regno Unito di quanto non lo fosse negli Stati Uniti, dove però ha cominciato ad aumentare in frequenza a partire dal 2006. Le forme Grahame e Graeme sono tratte da cognomi che erano varianti di Graham; la seconda è particolarmente comune in Scozia, Australia e Nuova Zelanda.

## Onomastico
Non esistono santi che portano questo nome, che quindi è adespota; l'onomastico può essere festeggiato in occasione di Ognissanti, il 1º novembre.

## Persone
- Graham Bonnet, cantante britannico

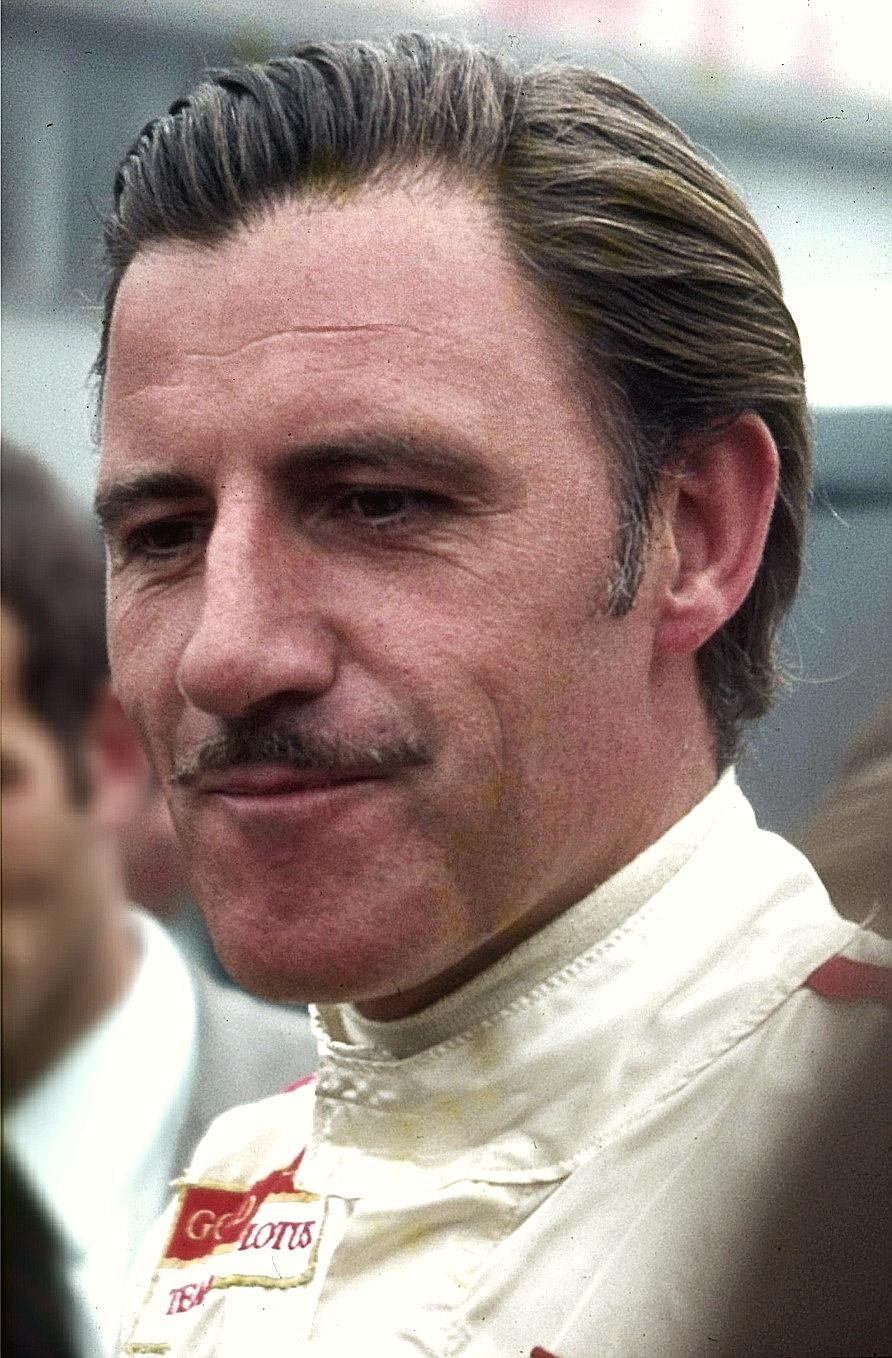
Graham Hill

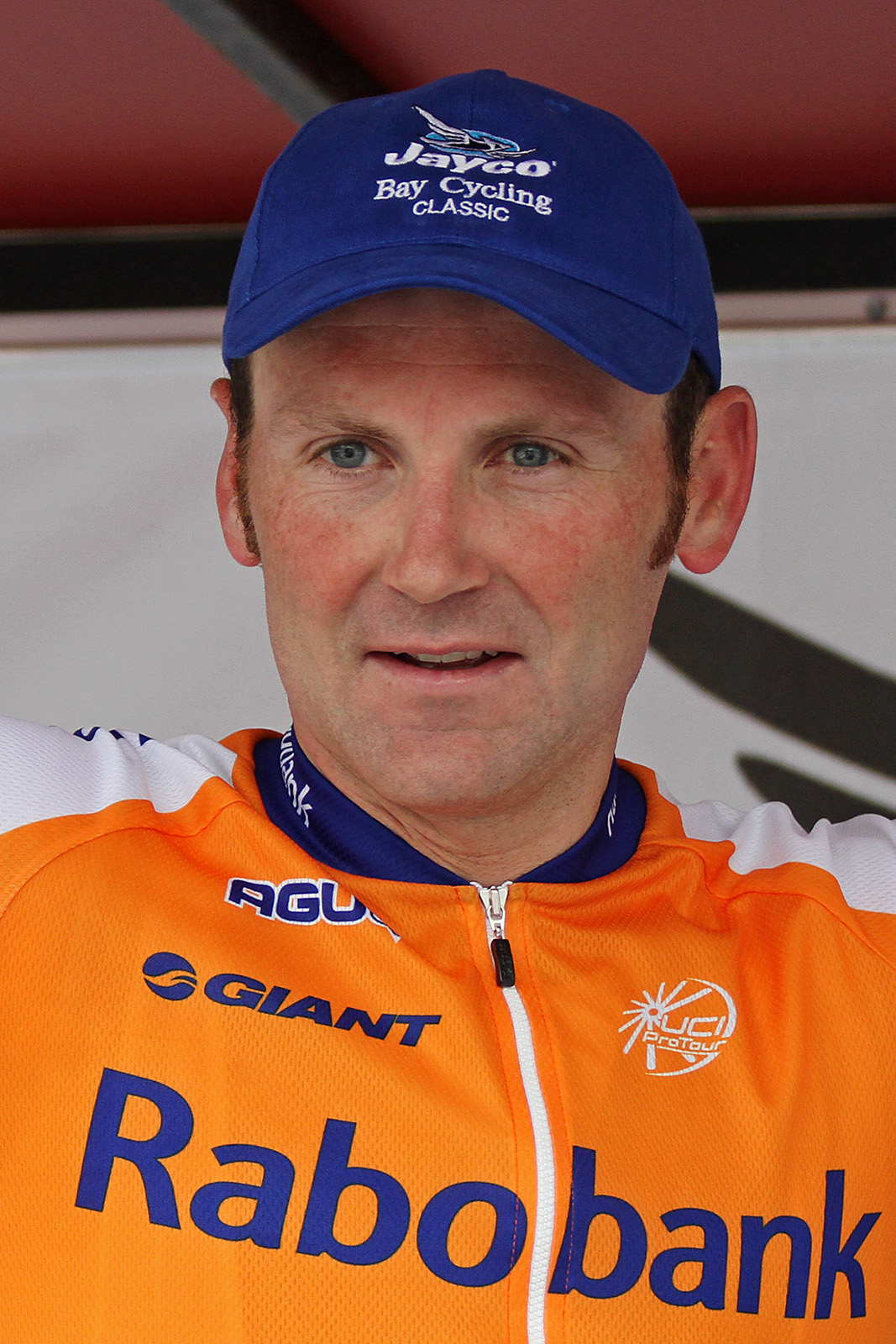
Graeme Brown

- Graham Coxon, cantante e chitarrista britannico
- Graham Greene, scrittore e sceneggiatore britannico
- Graham Greene, attore canadese
- Graham Hancock, giornalista, sociologo e saggista scozzese
- Graham Henry, allenatore di rugby neozelandese
- Graham Hill, pilota automobilistico britannico
- Graham McTavish, attore e doppiatore scozzese
- Graham Nash, cantante, compositore e fotografo inglese naturalizzato statunitense
- Graham Oliver, chitarrista britannico
- Graham Parker, cantautore britannico
- Graham Potter, allenatore di calcio britannico
- Graham Stark, attore britannico
- Graham Vivian Sutherland, pittore britannico

### Variante Graeme
- Graeme Bachop, rugbista a 15 neozelandese
- Graeme Brown, ciclista su strada e pistard australiano
- Graeme Dott, giocatore di snooker scozzese
- Graeme Garden, attore, comico e conduttore televisivo scozzese
- Graeme Le Saux, calciatore britannico
- Graeme Obree, pistard e ciclista su strada britannico
- Graeme Revell, compositore e pianista neozelandese
- Graeme Souness, calciatore e allenatore di calcio scozzese